# Quảng Lợi
Quảng Lợi là một xã thuộc huyện Quảng Điền, thành phố Huế, Việt Nam.
Xã có diện tích 32,32 km², dân số năm 1999 là 7002 người, mật độ dân số đạt 217 người/km². Năm 2012, dân số là 7.364 người.

## Hành chính
Từ năm 2015 (theo Nghị quyết 09/NQ-HĐND tỉnh), xã Quảng Lợi có  8 thôn:
1. Cư Lạc
2. Hà Công
3. Hà Lạc
4. Mỹ Thạnh
5. Ngư Mỹ Thạnh
6. Sơn Công
7. Tháp Nhuận
8. Thủy Lập

## Vị trí địa lý
- Phía đông giáp phá Tam Giang.
- Phía tây giáp xã Quảng Thái và thị xã Phong Điền.
- Phía nam giáp thị trấn Sịa và xã Quảng Vinh.
- Phía bắc giáp xã Quảng Thái và phá Tam Giang.

## Kinh tế
Cơ cấu kinh tế của xã là nông nghiệp – chăn nuôi gia súc gia cầm - nuôi trồng thủy sản - ngành nghề và dịch vụ.

## Văn hóa
Xã Quảng Lợi có truyền thống văn hóa lịch sử lâu đời, có hệ thống kiến trúc cổ như nhà thờ họ, nhánh, đình làng, miếu thờ được Bộ Văn hóa Thông tin (cũ) công nhận di tích văn hóa lịch sử.
Tại xã Quảng Lợi có các làn điệu dân ca như hò ba trạo, hò giã gạo, múa bông,... Những món ăn đậm tính dân dã như trứng vị lộn, bánh ướt thịt heo, bánh bèo, bánh ít,... là nét đặc trưng trong văn hóa ẩm thực của Quảng Lợi.